# 电压源

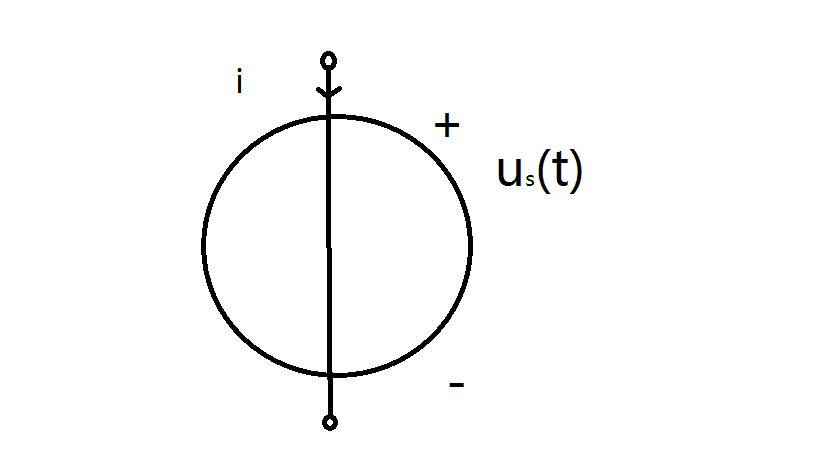
电压源符号（矢量图）

电压源（voltage source）是理想电压源的简称，其为从实际电源抽象出来的一种模型，在电压源两端总能保持一定的电压而不论流过的电流为多少，借此提供电路元件两端点间之一定端电压。
电压源具有两个基本的性质：第一，它的端电压为定值U，或为一时间函数U(t)，与流过的电流无关。第二，电压源自身电压是确定的，而流过它的电流是任意的。
由于内阻等多方面的原因，理想电压源在真实世界是不存在的，但这样一个模型对于电路分析是十分有价值的。实际上，如果一个电压源在电流变化时，电压的波动不明显，我们通常就假定它是一个理想电压源。
常见实际电源的工作机理比较接近电压源，例如发电机、蓄电池、電路實驗的電源供應器和訊號產生器等。
在進行電路分析時，如果電壓源本身被關閉或其端電壓為0時，依其定義可視為電壓源被短路進而簡化電路（僅限獨立電壓源，相依電壓源不能直接以此方式簡化）。
理想電壓源可以任意互相串聯，但互相並聯時必須具有相同的電壓大小和極性。

## 分类
- 依电压源的电源极性变化分类：直流电压源、交流电压源。
- 依电压源的电压值与电路元件的关系分类：独立电压源、受控电压源（相依电压源）。